# (21369) Gertfinger
(21369) Gertfinger (1997 NO4) es un asteroide del cinturón principal descubierto el 8 de julio de 1997 por el OCA-DLR Asteroid Survey en Caussols.